# Agoliinus pittinoi
Agoliinus pittinoi är en skalbaggsart som beskrevs av Carpaneto 1986. Agoliinus pittinoi ingår i släktet Agoliinus och familjen Aphodiidae. Inga underarter finns listade i Catalogue of Life.